# Tlalocohyla celeste
Tlalocohyla celeste is een kikker uit de familie boomkikkers (Hylidae) die endemisch voorkomt in Costa Rica.

## Uiterlijke kenmerken
Tlalocohyla celeste heeft een felgroene huidskleur met lichtgekleurde strepen op de zijkanten van de rug met een roodbruine streep als bovengrens. Op de rug zitten roodbruine stippen. Mannelijke dieren zijn ongeveer 21 mm groot. Vrouwelijke kikkers zijn met een lengte van 24 mm iets groter.

## Verspreiding en habitat
Tlalocohyla celeste komt alleen voor in het Reserva Natural Valle de Tapir, een natuurreservaat aan de Caribische zijde van de vulkaan Tenorio in de Cordillera de Guanacaste in Costa Rica. De soort bewoont een draslandgebied omgeven door tropisch regenwoud op een hoogte van 660 meter boven zeeniveau. Tlalocohyla celeste komt algemeen voor in dit gebied. 

## Levenswijze
Tlalocohyla celeste voedt zich met kleine vliegen, motten en andere ongewervelden.